# برسبوليس (فلم)
برسبوليس هو فيلم صور متحركة أخرجته المخرجة الإيرانية مرجان ساترابي وعُرض في مهرجان كان في مايو 2007.

## القصة
قصة الفيلم مبنية على الرواية المصورة برسبوليس لمرجان ساترابي. ويروي الفيلم وهو سيرة ذاتية بعنوان "Persepolis" أو «بلاد فارس» للمؤلفة والمخرجة الإيرانية مرجان ساترابي، قصة فتاة إيرانية من أسرة متحررة تعيش أجواء الانقلاب الذي قامت به الثورة الإسلامية في إيران بقيادة الخميني عام 1979 على نظام الشاه السابق محمد رضا بهلوي، وشعورها بالقمع في ظل الحكم الرافضي، وما تلاه من خيبة أمل قبل أن يرسلها والداها إلى النمسا خوفاً عليها من الأجهزة الأمنية لتكمل دراستها هناك.

## الجوائز
- جائزة التحكيم الخاصة، مهرجان كان، 2007

## النقد
عرضت قناة نسمة التونسية الفيلم في أكتوبر 2011 وخرج عديد المحتجين في تونس العاصمة احتجاجاً على ما وصفوه بتعدّي الفيلم على الذات الإلهية. وقدمت قناة نسمة اعتذاراً على بث الفيلم. كما خرج محتجون آخرون في تونس العاصمة يوم 14 أكتوبر 2011. كما تمت مهاجمة منزل نبيل القروي مدير قناة نسمة مساء 14 أكتوبر.

## روابط خارجية
- مقالات تستعمل روابط فنية بلا صلة مع ويكي بيانات